# Anju Inami
Anju Inami (伊波 杏樹 Inami Anju?, 7 de febrero de 1996) es una seiyū y cantante japonesa afiliada a Sony Music Artists. Es conocida por darle voz a Love Live! Sunshine!! como Chika Takami.

## Biografía
Inami se graduó de la Escuela de Animación Yoyogi. Aspiraba a convertirse en actriz de doblaje después de ver la serie de anime Clannad.
Inami ganó el segundo Gran Premio de Anistoteles de Sony Music Artists en 2012. Mientras Inami trabajaba como actriz de teatro, debutó como actriz de doblaje en un corto de animación Hinata no Aoshigure.
Inami era un Love Live! y fan de μ's antes de su participación profesional en la franquicia, incluso habiendo votado (y asistido) a un concierto de μ's. ¡Inami fue presentada a Love Live! cuando una amiga le mostró Love Live! School Idol Festival. Más tarde, Inami fue elegida como el personaje principal, Chika Takami, en el sucesor de la serie Love Live! Sunshine!!. ¡Junto con otros ocho miembros, Inami es parte de su grupo ídol Aqours y la subunidad CYaRon! junto con Shūka Saito (voz de You Watanabe) y Ai Furihata (voz de Ruby Kurosawa). Inami es apodada "Anchan" tanto por los fanáticos como por las miembros de Aqours.
Inami tenía un programa de radio en línea titulado "Inami Anju no Hachamecha Mechamecha Ii Desu ka!?" que se emitió entre abril y junio de 2016 en AG-ON. En noviembre de 2016, se anunció que Inami sería uno de los anfitriones permanentes de programa de radio de Love Live! Sunshine!! junto con Arisa Komiya y Aika Kobayashi.

## Filmografía

### Anime
- Animegatari como Erika[8]
- Animegataris as Erika Aoyama[9]
- Build Divide -#FFFFFF (Code White)- como Melissa
- Genjitsu no Yohane: Sunshine in the Mirror como Chika Takami[10]
- Our love has always been 10 centimeters apart como una estudiante
- Love Live! Sunshine!! como Chika Takami
- Sonny Boy & Dewdrop Girl como Hinata
- Wonder Momo (web anime) como Yumi Fujita[11]
- You Can Enjoy! (web anime) como Aizujidori, Kawamatashamo[12]

### Películas
- Love Live! Sunshine!! The School Idol Movie Over the Rainbow como Chika Takami